# Otto-Erich Simon
Otto-Erich Simon (* 20. Mai 1921; † am oder nach dem 12. Juli 1991) war ein deutscher Multimillionär, der in Düsseldorf lebte.

## Leben
Simon entstammte einer Winzerfamilie aus Lösnich an der Mosel. 1963 kaufte er zwei Geschäftshäuser an der Düsseldorfer Prachtmeile Königsallee 76 und 78. Simon führte ein unscheinbares Leben und war in der Stadt Düsseldorf bis zu den Medienberichten über sein Verschwinden kaum bekannt. 
Simon wurde am 12. Juli 1991 zuletzt lebend gesehen. Dieses Datum ist auch das mutmaßliche Todesdatum. Nur eine kurze Zeit nach dem Verschwinden, am 22. Juli 1991, legte der Düsseldorfer Geschäftsmann und Bauunternehmer Hans Hansen bei einem schweizerischen Notar den Kaufvertrag für beide Immobilien an der Königsallee vor.  Am 14. September 1991 erschien in der lokalen Ausgabe der Bild der Artikel „Der komische Opa von der Kö“, in dem berichtet wurde, dass der 71-jährige Simon beide Häuser für 30 Millionen DM verkaufte und mit den Geldkoffern (Gesamtgewicht 45 kg) verschwand. Den späteren Zeugenberichten zufolge lebte Simon in einem luxuriösen Ambiente, ausgestattet mit Gemälden und Porzellan. Die Zeitungsberichte weckten allerdings kein Interesse der Justizbehörden.
Erst im Dezember 1991, nachdem die ersten Bautrupps in die Häuser eingerückt und dort auf persönliche Gegenstände in der nicht gänzlich ausgeräumten Wohnung gestoßen waren, wurde die Polizei benachrichtigt. Von einem Bekannten Simons wurde Vermisstenanzeige erstattet. Bereits nach den ersten Polizeiermittlungen entpuppte sich die Unterschrift Simons auf dem Kaufvertrag als eine Fälschung.   Als Tatverdächtiger wurde der Käufer Hans Hansen verhaftet.
Die 17-köpfige Sonderkommission der Polizei konnte die Leiche Simons nicht finden, auch in der Wohnung gab es keine Spuren. Der Mordprozess gegen Hansen begann am 1. Februar 1994. Der Fall Simon sorgte nicht nur in der regionalen Presse für Aufsehen. Als Indizien gegen Hansen dienten der gefälschte Kaufvertrag und eine Quittung über den Kauf von Säge, Spaten, Müllsäcken und Kreuzhacke. Während des Prozesses wurden mehr als 100 Zeugen gehört und kurioseste Szenarien durchgespielt. Nach 135 Verhandlungstagen wurde 1996 der Indizienprozess ausgesetzt, weil der Angeklagte unter Depressionen litt und zeitweise an den Verhandlungen nicht teilnehmen konnte. 1998 wurde der Haftbefehl gegen Hansen aufgehoben.
Nach dem Verschollenheitsgesetz galt Simon juristisch als verschollen. Vom Amtsgericht Düsseldorf wurde Simon Ende Januar 1997 für tot erklärt. Anfang 2002 wurde das Gerichtsverfahren wegen Mordes wegen der dauerhaften Verhandlungsunfähigkeit des Beschuldigten eingestellt.
Auf dem Düsseldorf Nordfriedhof erinnert eine Grabplatte mit der Aufschrift „In Memoriam Otto-Erich Simon“ an ihn.

## Nachwirkungen
2008 wurde der Mord ohne Leiche in der Fernsehserie Das Kriminalmuseum thematisiert. 2017 wurde vom Ensemble des Düsseldorfer Schauspielhauses im Dreischeibenhaus das Theaterstück Die dritte Haut: Der Fall Simon uraufgeführt.